# Comuna Nezvîsko, Horodenka
Nezvîsko (în ucraineană Незвисько) este o comună în raionul Horodenka, regiunea Ivano-Frankivsk, Ucraina, formată din satele Nezvîsko (reședința) și Voroniv.

## Demografie
Componența lingvistică a comunei Nezvîsko
     Ucraineană (99,53%)
     Alte limbi (0,47%)
Conform recensământului din 2001, majoritatea populației comunei Nezvîsko era vorbitoare de ucraineană (99,53%), existând în minoritate și vorbitori de alte limbi.